# Hyalinobatrachium orientale
Hyalinobatrachium orientale es una especie de anfibio anuro de la familia de las ranas de cristal (Centrolenidae). Se distribuye por Venezuela y Trinidad y Tobago, entre los 190 y los 1200 m de altitud. 